# Uvaria callicarpa
Uvaria callicarpa este o specie de plante angiosperme din genul Uvaria, familia Annonaceae, descrisă de Henri Ernest Baillon. Conform Catalogue of Life specia Uvaria callicarpa nu are subspecii cunoscute.